# Tháp Chánh Lộ

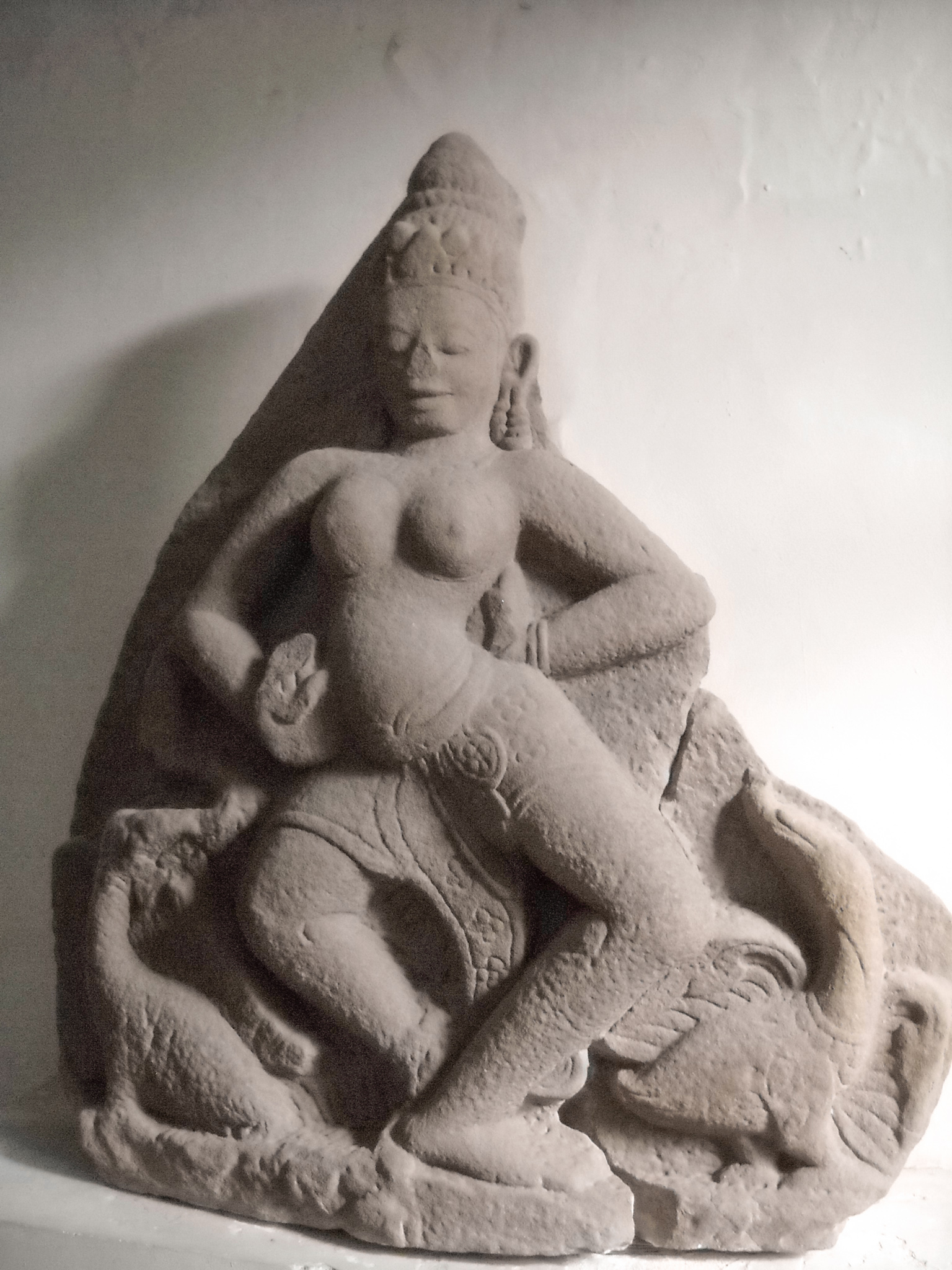
Phù điêu nữ thần Srasvati, phát hiện tại tháp Chánh Lộ

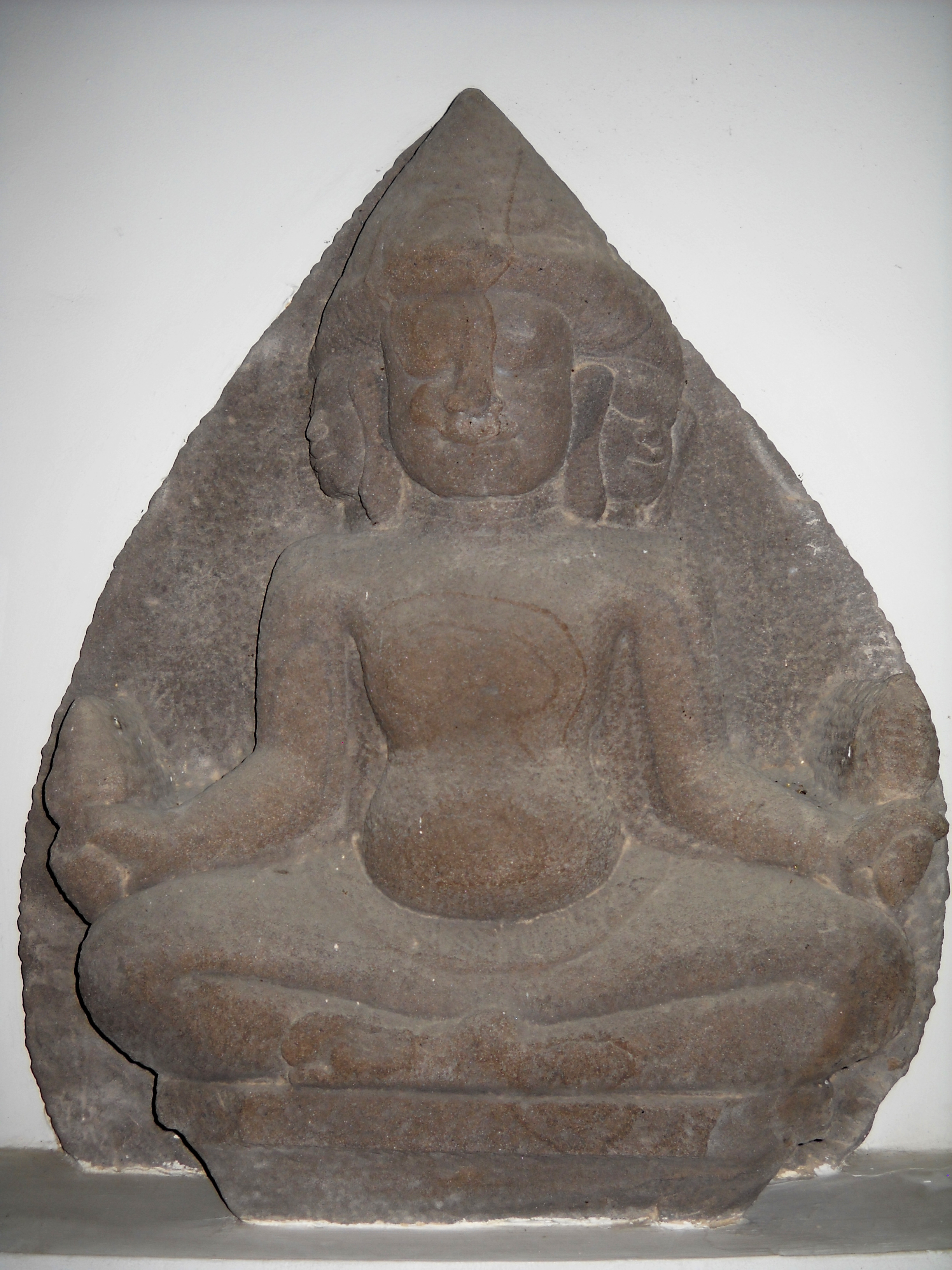
Phù điêu thần sáng tạo Bharma, phát hiện tại Chánh Lộ

Tháp Chánh Lộ là tên của một thánh đường Chăm Pa lớn nằm ở châu Amaravati (Quảng Ngãi ngày nay) và là tên một phong cách nghệ thuật Chăm Pa hay nói cách khác là tên dùng để chỉ trình độ xây dựng công trình của người Chăm thời bấy giờ đạt đến một mức độ tinh xảo đó. Hiện nay, đang có sự tranh cãi về thuật ngữ "nghệ thuật chiên đàn" thay vì "chánh lộ" song thuật ngữ "phong cách chánh lộ" được sử dụng rộng rãi hơn.
Tháp Chánh Lộ nằm trên địa bàn thành phố Quảng Ngãi, tỉnh Quảng Ngãi, thuộc khuôn viên Bệnh viện Đa khoa Quảng Ngãi ngày nay.

## Đặc điểm
- Tháp Chánh Lộ là tháp Chăm có quy mô lớn nhất được biết đến ở vùng nam châu Amaravati của vương quốc Chăm, thuộc địa bàn tỉnh Quảng Ngãi ngày nay.
- Niên đại xây dựng tháp được nhiều nhà nghiên cứu ước đoán vào thế kỷ X đầu thế kỷ XI. Tháp bị hủy hoại, đổ nát theo thời gian và đến nay đã hoàn toàn mất dấu vết.
- Bản tường trình của kiến trúc sư kiêm nhà khảo cổ người Pháp H.Parmentier về kết quả cuộc khao quật ở Chánh Lộ do ông tiến hành vào năm 1904; sau đó được công bố rộng rãi trong một tài liệu có tên là Inventare decriptf dé monuments Champ de L' Annam[1] có thể giúp chúng ta hiểu rõ hơn về những nét chủ yếu của ngôi tháp này. Theo đó:

1. Chánh Lộ tọa lạc trên diện tích kéo dài từ Kho bạc Nhà nước đến Bệnh viện Đa khoa Quảng Ngãi ngày nay. Thuộc phường Trần Phú, thành phố Quảng Ngãi.
2. Tên tháp gọi theo làng Chánh Lộ thuộc phủ Tư Nghĩa, tỉnh Quảng ngãi vào thời điểm cuối thế kỷ XIX, đầu thế kỷ XX.
3. Tháp hay nhóm tháp (temple) Chánh Lộ gồm: tháp trung tâm (sanctuaire) có hình bát giác - kiểu dáng kiến trúc tháp Chăm tương đối hiếm hiện nay chỉ thấy ở nhóm tháp Bằng An (Điện Bàn, Quảng Nam); tháp cổng ngõ và 2 tháp khác nằm về phía tây nam và đông bắc tháp trung tâm.
4. Tổng diện tích khai quật: 7.200 m² (120m x 60m)
5. Gần một thế kỷ nghiên cứu tháp Chăm các nhà khoa học vẫn để ngỏ câu hỏi: Có mối liên hệ nào giữa Chánh Lộ với khu di tích Phật giáo Đồng Dương (Quảng Nam) và khu tháp Pô Nagar (Khánh Hòa) vì tháp Chánh Lộ có nền hình bát giác, liệu phần trên có hình chóp nhọn như tháp Bằng An (cũng có phần đế - thân hình bát giác) hay không? Như vậy nó trông giống hệt các cột bát giác của khu di tích Phật giáo Đồng Dương (Quảng Nam) và khu tháp Pô Nagar (Khánh Hòa) và có sự liên hệ nào giữa Chánh Lộ và Đồng Dương, Chiên Đàn, Khương Mỹ (Quảng Nam) và Hòa Lai (Ninh Thuận) vì cùng được xây dựng thành 3 nhóm tháp theo trục bắc - nam.
6. Đặc biệt lưu ý ở Chánh Lộ chính là giá trị các hiện vật điêu khắc đá (tượng, phù điêu, bi ký, lanh - tô, mi cửa có chạm khắc,...) được Parmentier tìm thấy năm 1904 và được bổ sung bởi các nhà khảo cổ học Việt Nam vào năm 1988.
7. Trong số gần 100 hiện vật thu được, đẹp và thu hút được sự chú ý nhiều nhất của các nhà nghiên cứu là nhóm tượng hình người như tượng thần Brahma, thần Shiva, nữ thần Uma (vợ thần Shiva), thần giữ đền Dvarapala (to gấp 2 người thường), vũ nữ Apsara, thủy quái Makala và các tượng, phù điêu động vật: ngỗng thần Hamsa, chim thần Garuda, rắn thần Naga, sư tử, Gajasimha (đầu voi mình sư tử) được trưng bày tại phòng Quảng Ngãi, Bảo tàng Nghệ thuật điêu khắc Chăm Đà Nẵng và một số được trưng bày tại Bảo tàng Tổng Hợp Quảng Ngãi.

- J.Boisselier và nhiều nhà nghiên cứu gọi là " Phong cách Chánh Lộ[2] " để chỉ phong cách nghệ thuật mới độc đáo với những đường nét trau chuốt cổ điển nhưng đầy phá cách về khuôn khổ, đường nét mang đậm cảm hứng sáng tạo của các nghệ nhân.